# Сен-Жан-де-Верж
Сен-Жан-де-Верж (фр. Saint-Jean-de-Verges) — коммуна во Франции, находится в регионе Юг — Пиренеи. Департамент коммуны — Арьеж. Входит в состав кантона Фуа-Рюраль. Округ коммуны — Фуа.
Код INSEE коммуны — 09264.

## Население
Население коммуны на 2008 год составляло 1100 человек.
| 1962 | 1968 | 1975 | 1982 | 1990 | 1999 | 2008 |
| ---- | ---- | ---- | ---- | ---- | ---- | ---- |
| 441  | 488  | 571  | 635  | 787  | 841  | 1100 |

## Экономика

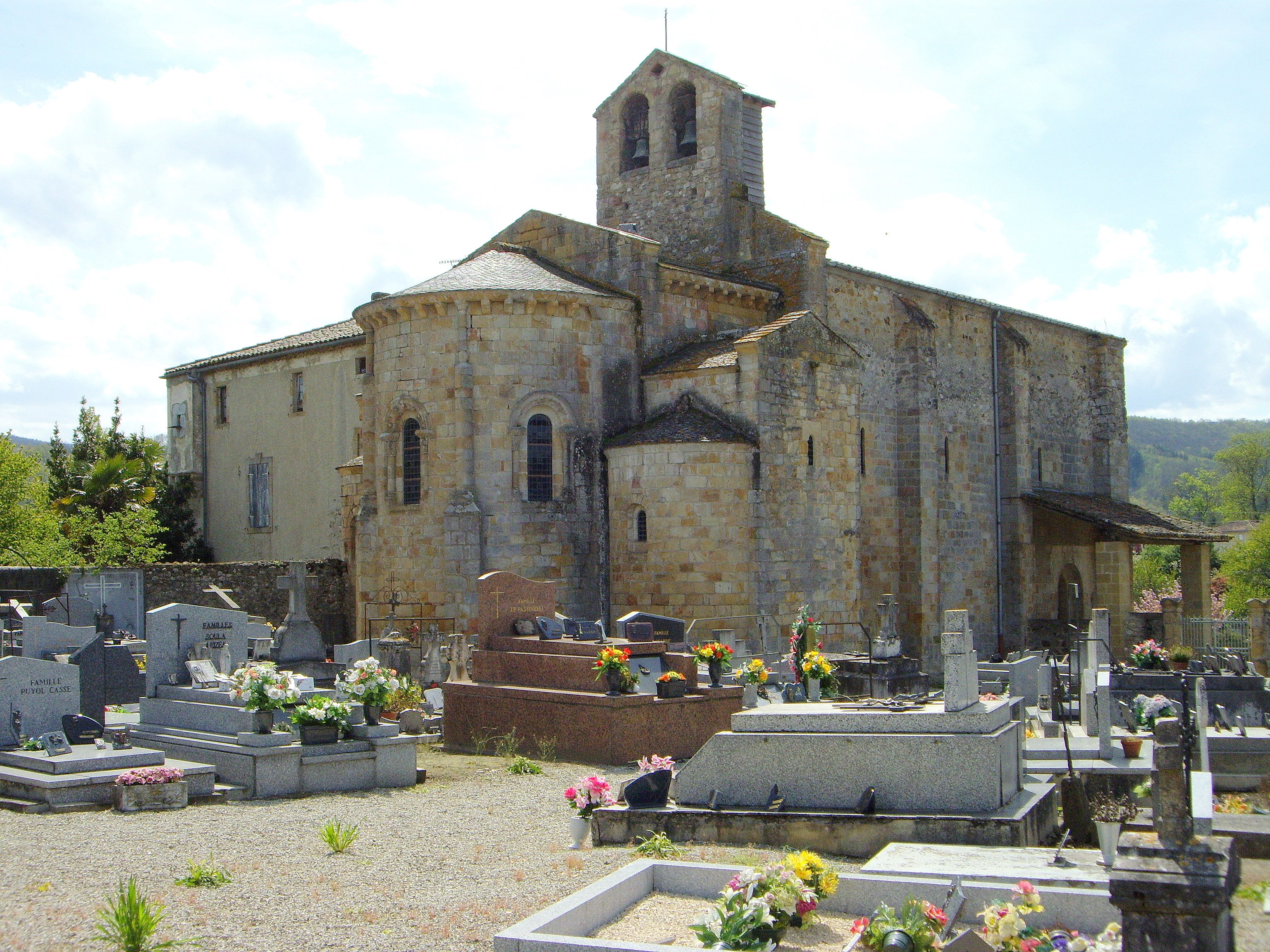
Церковь св. Иоанна Крестителя

В 2007 году среди 702 человек в трудоспособном возрасте (15—64 лет) 490 были экономически активными, 212 — неактивными (показатель активности — 69,8 %, в 1999 году было 73,7 %). Из 490 активных работали 439 человек (240 мужчин и 199 женщин), безработных было 51 (23 мужчины и 28 женщин). Среди 212 неактивных 59 человек были учениками или студентами, 81 — пенсионерами, 72 были неактивными по другим причинам.

## Достопримечательности
- Церковь св. Иоанна Крестителя (XII век). Это одна из красивейших романских церквей Арьежа. Именно здесь в 1229 году Роже Бернар II де Фуа просил мира у короля Людовика IX и отпущения грехов.